# Kiyoo Kanda
Pour les articles homonymes, voir Kanda.
Kiyoo Kanda (神田 清雄, Kanda Kiyoo) est un footballeur international japonais. Il évoluait au poste de milieu de terrain.

## Carrière
Kiyoo Kanda fait sa première apparition en équipe nationale japonaise le 23 mai 1923, lors d'un match contre les Philippines, qui s'imposent sur le score de 2-1, dans le cadre des Jeux de l'Extrême-Orient. Sa deuxième rencontre est jouée le lendemain contre la Chine qui bat l'équipe nippone par 5 buts à 1. Les dernières capes internationales de Kiyoo Kanda ont lieu les 17 et 20 mai 1925, pour deux nouvelles défaites aux Jeux de l'Extrême-Orient contre les Philippines (4-0) et la Chine (2-0).
Il joue alors en club à l'Osaka Soccer Club.